# Каршокешти-Корабица (Вранча)
Каршокешти-Корабица (рум. Carșochești-Corăbița) насеље је у Румунији у округу Вранча у општини Спулбер. Oпштина се налази на надморској висини од 489 m.

## Становништво
Према подацима из 2002. године у насељу је живело 337 становника, од којих су сви румунске националности.